# Като Јошијаки
Като Јошијаки (1563-1631), јапански војсковођа из периода Азучи-Момојама и Едо. Није био у сродству са другим чувеним војсковођом тог времена, Като Кијомасом.

## Биографија
Като Јошијаки истакао се у служби Тојотоми Хидејошија: био је један од Седам копаља са Шизугатаке - један од најбољих бораца у бици код Шизугатаке (1583), у којој је Хидејоши поразио Акечи Мицухидеа и осветио Ода Нобунагу. Командовао је делом јапанске флоте током јапанске инвазије Кореје (1592—1598) и поражен је у бици у луци Анголпо (10. јула 1592) од стране адмирала Ји Сун Сина. Од Хидејошија је добио феуд Мацузаки (у провинцији Изе) са приходом од 100.000 кокуа годишње.
У бици код Секигахаре подржао је Токугава Ијејасуа, који га је наградио поседом Мацујама (у провинцији Изе) са приходом од 200.000 кокуа годишње.